# Tmarus jabalpurensis
Tmarus jabalpurensis là một loài nhện trong họ Thomisidae.
Loài này thuộc chi Tmarus. Tmarus jabalpurensis được Pawan U. Gajbe & Pawan U. Gajbe miêu tả năm 1999.